# شربور-اکتویل
شربورگ (به فرانسوی: Cherbourg-Octeville) بندری در شمال‌غربی ناحیه نرماندی سفلی، فرانسه و مرکز شهرستان مانش است. این بندر در کنار دریای مانش قرار دارد. صنعت کشتی‌سازی در این شهر رونق دارد.